# 46. deželnostrelska divizija (Avstro-Ogrska)
46. deželnostrelska divizija (izvirno nemško 46. Landwehr/Schützen-Division) je bila pehotna divizija avstro-ogrskega domobranstva, ki je bila aktivna med prvo svetovno vojno.

## Zgodovina
Aprila 1917 je bila divizija preimenovana iz 46. Landwehr-Division (46. domobranska divizija) v 46. Landschützen-Division (46. deželnostrelska divizija).

## Poveljstvo
Poveljniki 
- Karl Nastopil: avgust - september 1914
- Adam Brandner von Wolfszahn: september 1914 - februar 1915
- Karl Czapp von Birkenstetten: februar - september 1915
- Otto Gössmann: september 1915 - februar 1916
- August Urbański von Ostrymiecz: februar 1916 - junij 1918
- Gustav Fischer von Poturzyn: junij - november 1918